# Alborz Dam
Alborz Dam är en dammbyggnad i Iran.   Den ligger i provinsen Mazandaran, i den norra delen av landet, 140 km öster om huvudstaden Teheran. Alborz Dam ligger 298 meter över havet.
Terrängen runt Alborz Dam är kuperad åt nordost, men åt sydväst är den bergig. Alborz Dam ligger nere i en dal. Runt Alborz Dam är det ganska glesbefolkat, med 34 invånare per kvadratkilometer. Närmaste större samhälle är Ālāsht, 18,3 km söder om Alborz Dam. I omgivningarna runt Alborz Dam växer i huvudsak blandskog.